# Dzień Sekretarki
Dzień Sekretarki/Sekretarza, ang. Secretary's Day, fr. Fête des secrétaires, nid. Secretaressedag, Dzień Pracownika Administracyjnego, ang. Administrative Professionals' Day, również Dzień Sekretarki i Asystentki – nieformalne święto obchodzone w wielu krajach na świecie w celu uznania i promowania pracy sekretarki i sekretarza, asystentki i asystenta, oraz pracowników pomocniczych w biurze, pojmowanych ogólnie, jako pracowników administracyjnych.

## Historia
Po raz pierwszy Dzień Sekretarki obchodzono w Stanach Zjednoczonych w 1952 roku z inicjatywy przedsiębiorcy i publicysty The New York Times Harry'ego F. Klemfussa, który nawiązał współpracę z "Krajowym Stowarzyszeniem Sekretarek" (ang. National Secretaries Association). H.F. Klemfuss obsługiwał konto firmy Dictaphone Corporation dla agencji reklamowej Young & Rubicam i jego zamiarem było uznanie pracy sekretarek jak i pozyskanie nowych pracowników. Odegrał on również kluczową rolę w tworzeniu "Narodowego Tygodnia Sekretarek" (National Secretaries Week). W 1981 zmieniono nazwę Tygodnia na "Tydzień Zawodu Sekretarza" (ang. Professional Secretaries Week), by w 2000 przyjąć obecną nazwę Tygodnia Pracownika Administracyjnego (ang. Administrative Professionals Week, APW), kiedy to zmieniono nazwę stowarzyszenia na  International Association of Administrative Professionals ("Międzynarodowe Stowarzyszenie Pracowników Administracyjnych"). Tym samym święto zmieniło nazwę na "Dzień Pracownika Administracyjnego". 

## Znaczenie i cel
Powołanie do życia święta miało na celu nie tylko wyeliminowanie ze świadomości ludzkiej przeświadczenia, że stanowisko sekretarki obejmują kobiety bez zawodu, ale promowanie go wśród  mężczyzn i zachęcenie ich do rozważenia zrobienia kariery w sekretariacie czy innym dziale administracji. 
Z kolei zmiana nazewnictwa podyktowana była dotrzymaniem kroku zmianom na stanowiskach służbowych w biurach różnych przedsiębiorstw i rozszerzeniem obowiązków administracyjnych dzisiejszej siły roboczej. 
W samych Stanach Zjednoczonych, według amerykańskiego urzędu statystycznego Bureau of Labor Statistics, zatrudnionych jest 4,1 mln sekretarek i asystentów wśród 8,9 miliona osób pracujących na różnych biurowych stanowiskach pomocniczych, a ponad 475 tysięcy specjalistów administracyjnych zatrudnionych jest w Kanadzie. Na świecie są ich miliony i tym wszystkim pracownikom zarówno "Dzień" jak i "Tydzień" jest poświęcony.

## Obchody

### W USA
Pierwsze oficjalne obchody Narodowego Tygodnia Sekretarek (w dniach 1-7 czerwca 1952) i Narodowego Dnia Sekretarki w dniu 4 czerwca ogłosił Sekretarz handlu Stanów Zjednoczonych Charles W. Sawyer, uwzględniając namowę producentów produktów biurowych. W 1955 roku termin "Narodowego Tygodnia Sekretarek" został przesunięty na ostatni pełny tydzień kwietnia. Obecnie jest to jedno z największych świąt zawodowych w USA, które rozprzestrzeniło się z biegiem lat na świecie.
Współcześnie w USA organizowane są wydarzenia wśród społeczności danego przedsiębiorstwa, spotkania towarzyskie i indywidualne często uhonorowane darami korporacji. Są również kwiaty, słodycze, obiad w restauracji lub wolny dzień. IAAP sugeruje, że wsparciem dla pracowników byłyby wakacje i zapewnienie możliwości szkolenia poprzez ustawiczne kształcenie np. na seminariach lub dostarczanie im materiałów celem samokształcenia.

### W Polsce
Od kilku lat w Polsce sekretarki i asystentki obchodzą swoje święto 25 stycznia, jako "Dzień Sekretarki i Asystentki", przyłączając się również do międzynarodowych obchodów w dniu 25 kwietnia. Zdaniem organizatorów, to podwójne święto skłania do refleksji na temat zmian i wymogów związanych z pracą w biurze.
W 2010 roku obchody "Międzynarodowego Dnia Sekretarki i Asystentki"  odbyły się w Warszawie 26 kwietnia w siedzibie Business Centre Clubu, którym towarzyszyły nie tylko przemówienia ale i konkurs kwalifikacji zawodowych sekretarsko-asystenckich. Udział w obchodach wzięli także zaproszeni przedstawiciele instytucji związanych z zawodem sekretarki i asystentki: Ministerstwa Edukacji Narodowej, European Management Assistants of Poland (EUMA), Stowarzyszenia Stenografów, Maszynistek i Sekretarek, Krajowego Reprezentanta Londyńskiej Izby Przemysłowo-Handlowej, firmy Trodat, Creative Solutions oraz IBM Polska, w którym to zwyciężczyni konkursu miała odbyć płatny staż.

### W Holandii
Po raz pierwszy obchody odbyły się 20 kwietnia 1989 roku z inicjatywy magazynu Secretaresse Magazine (obecnie Management Support Magazine). Obchody miały na celu zastanowienie się nad wartością stanowiska sekretarki dla przedsiębiorstwa i poprawą wizerunku sekretariatu. Podczas imprezy organizatorzy skupili się na menedżerach i ich sekretarkach.

## Terminy obchodów
Styczeń
- 25 stycznia
  -  Polska - "Dzień Sekretarki i Asystentki" (również 25 kwietnia)[1][3]

Kwiecień
- 25 kwietnia
  -  Polska - "Międzynarodowy Dzień Sekretarki" lub "Międzynarodowy Dzień Sekretarki i Asystentki" (również 25 stycznia)[1][3]
- 3. środa kwietnia[4]
  -  Pakistan
- ostatnia środa w pełnym tygodniu kwietnia - wcześniej (od 1952) jako  "Dzień Sekretarza", obecnie "Dzień Pracownika Administracyjnego" (od 2000)
  -  Stany Zjednoczone
  -  Szwajcaria[5]
    - 2009 - 22 kwietnia[5]
    - 2011 - 27 kwietnia
- ostatnia środa kwietnia
  -  Cypr[5]
  -  Nowa Zelandia[4]
    - 2009 - 29 kwietnia
- Trzeci czwartek kwietnia - "Międzynarodowy Dzień Sekretarki"[5]
  -  Holandia (po raz pierwszy 20 kwietnia 1989)
  -  Belgia
  -  Francja
  -  Luksemburg
  -  Burkina Faso
    - 2009 - 16 kwietnia
    - 2010 - 15 kwietnia
- Czwarty piątek kwietnia[4]
  -  Papua-Nowa Gwinea

Maj
- Australia - Pierwszy piątek maja[4]
- Słowenia - 21 maja 2009
- Węgry - 24 maja 2009

Wrzesień
- Pierwsza środa września[4]
  -  Południowa Afryka[5]
  -  Zimbabwe[5]